# Eupithecia acidalioides
Eupitecia acidalioides es una especie de polilla de la familia Geometridae. La especie fue descrita por primera vez por William James Kaye en 1901 y se puede encontrar distribuido en Guadalupe (Francia), Saint-Martin-d'Hères, Isla Trinidad y Guayana Francesa.
Kaye la catalogó como Psaliodes acidalioides en su catálogo preliminar de las polillas de Trinidad. Describió la especie con alas de color crema parduzco, detalló una serie de marcas negras y negruzcas y enumeró una envergadura de 15 milímetros (0,6 plg).

## Descripción
Las alas anteriores de color crema pardusco. Muy cerca de la base de la ala hay una línea negra que es más notoria en el borde y una amplia fascia negruzca fuertemente angulada en el origen de la vena 4 que es algo menos externa en la vena 6. Entre el borde del ala y estos dos puntos, la banda es mucho más ancha y mejor definida. Tiene un punto discoidal negro, una mancha color crema oscuro en la costa más allá de la fascia. Su ala trasera es similar con una amplia fascia basal compuesta por varias líneas irritadas de color negro, sin la matiz oscura en el margen del ala.